# Finnegan the Poet

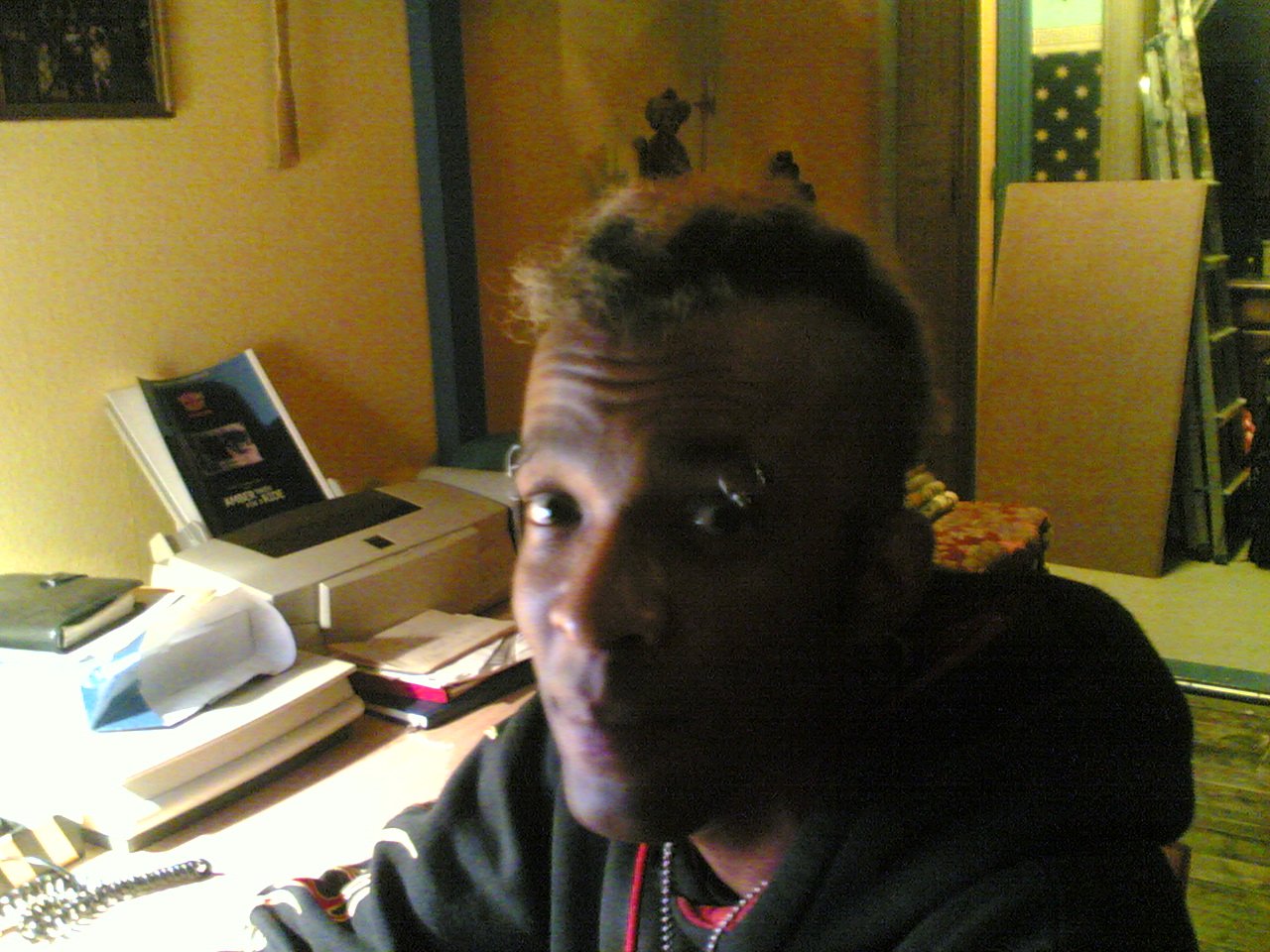
Finnegan the Poet in 2007

Finnegan the Poet (17 maart 1969) is een biseksuele Amerikaanse dichter, schrijver en performance artist van Iers/Caribische afkomst. Hij komt oorspronkelijk uit New York, woont in Amsterdam en treedt op in diverse plaatsen in Europa.
Hoewel hij oorspronkelijk een Engelstalige schrijver is heeft hij twee tweetalige dichtbundels uitgebracht, Dunkelheit (Darkness) in zowel Duits en Engels en De Verraderlijke Illusie van Keuze (The Insidious Illusion of Choice) in het Nederlands en Engels. 
Finnegan treedt dikwijls op in Londen, Berlijn, Amsterdam en Barcelona. 

## Thema's
Zoals Finnegan het zelf uitlegt: "I deal readily with themes of Repulsion and Desire, Love and Hate, Truth and Lies, Power and Passion, and Light and Darkness."

## Collecties
- Voices from The Other Side (Dark Star Crew) Anthology (1990)
- Voices from The Other Side, Volume 2 (Dark Star Crew) Anthology (1991)
- Voices from the Other Side, Volume 3 (Dark Star Crew) Anthology (1993)
- Volume met Johnny Pavlou en Jonathan Walsh Anthology (1994)
- I'm Not Afraid of the Dark (2000)
- Dunkelheit, (Darkness) Duits/Engels (2003)
- De Verraderlijke Illusie van Keuze, (The Insidious Illusion of Choice) Nederlands/Engels (2005)